# Lebeda brauni
Lebeda brauni là một loài bướm đêm thuộc họ Lasiocampidae. Nó được tìm thấy ở Borneo, bán đảo Mã Lai và Sumatra.